# Du Sie Er & Wir
Du Sie Er & Wir ist eine deutsche Tragikomödie des Regisseurs Florian Gottschick, geschrieben von Florian von Bornstädt und Florian Gottschick. Der Film wurde am 15. Oktober 2021 auf Netflix veröffentlicht.

## Handlung
Zwei befreundete Paare haben sich auf einen vierwöchigen Partnertausch eingelassen. Die einzige Regel war es, keinen Sex zu haben. Zum Abschluss treffen sich alle in einem Ferienhaus am Strand wieder und stellen fest, dass sich ihre Gefühle verändert haben, sie hinterfragen Beziehungsmodelle und ihre Erwartungen werden neu bewertet. Am Ende bleibt die Frage, wer nun wen liebt und ob das tatsächlich genug ist.

## Hintergrund
Der Film erschien am 15. Oktober 2021 als Netflix-Original auf deren Streamingdienst.
Produziert wurde Du Sie Er & Wir von Red Pony Pictures, einem Label der Saxonia Media Filmproduktion, die bisher unter anderem für die Produktion der Arztserie In aller Freundschaft bekannt war.
Gedreht wurde zwischen dem 25. November und 18. Dezember 2020 in Hamburg und in Tetenbüll (Schleswig-Holstein).